# Ida Kar
Ida Kar (8 de abril de 1908 - 24 de diciembre de 1974), cuyo nombre era Ida Karamian o  en ruso Ида Карамян, fue una fotógrafa rusa de origen armenio que realizó retratos de artistas y escritores famosos.
Pasó su infancia entre Rusia, Armenia, Irán y Egipto. En 1928 se trasladó a París con el fin de estudiar química y medicina pero pronto simpatizó con los surrealistas y se interesó por la fotografía. Al regresar a El Cairo en 1933 abrió un estudio fotográfico y participó en el desarrollo del surrealismo en Egipto.
En 1945 se trasladó a Londres participando en el movimiento surrealista inglés por lo que su obra comenzó a difundirse. En 1954 participó en una exposición colectiva con el título de Forty Artists from Paris and London (Cuarenta artistas de París y Londres) y en 1960 realizó su primera exposición individual.
Algunos personajes que fotografió son Jean Arp, Doris Lessing, Iris Murdoch,  Henry Moore, Georges Braque, Jean-Paul Sartre, Dmitri Shostakóvich, Bertrand Russell, T. S. Eliot, André Breton, Eugène Ionesco, Bridget Riley, Man Ray, Fidel Castro o Joan Miró.